# Тарнак
Тарна́к (фр. и окс. Tarnac) — коммуна во Франции, находится в регионе Лимузен. Департамент — Коррез. Входит в состав кантона Бюжа. Округ коммуны — Юссель.
Код INSEE коммуны — 19265.
Коммуна расположена приблизительно в 360 км к югу от Парижа, в 60 км восточнее Лиможа, в 50 км к северу от Тюля.

## Население
Население коммуны на 2008 год составляло 322 человека.
| 1962 | 1968 | 1975 | 1982 | 1990 | 1999 | 2008 |
| ---- | ---- | ---- | ---- | ---- | ---- | ---- |
| 681  | 546  | 506  | 472  | 403  | 356  | 322  |

## Администрация
| Период | Период | Фамилия             | Партия                              | Примечания |
| ------ | ------ | ------------------- | ----------------------------------- | ---------- |
| 1967   | 1992   | Луи Филипп Брондель | Французская коммунистическая партия |            |
| 1992   | 2008   | Жан Плазане         | Французская коммунистическая партия |            |
| 2008   |        | Бернар Ледюк        | беспартийный                        |            |

## Экономика
В 2007 году среди 179 человек в трудоспособном возрасте (15-64 лет) 119 были экономически активными, 60 — неактивными (показатель активности — 66,5 %, в 1999 году было 70,0 %). Из 119 активных работали 110 человек (65 мужчин и 45 женщин), безработных было 9 (4 мужчин и 5 женщин). Среди 60 неактивных 7 человек были учениками или студентами, 38 — пенсионерами, 15 были неактивными по другим причинам.

## Достопримечательности
- Средневековая деревня Пюи-Мюра. Памятник истории с 1993 года[3]
- Замок XVII века. Памятник истории с 1989 года[4]
- Церковь Сен-Жорж[фр.] (XII—XIII века). Памятник истории с 1919 года[5]

## Фотогалерея

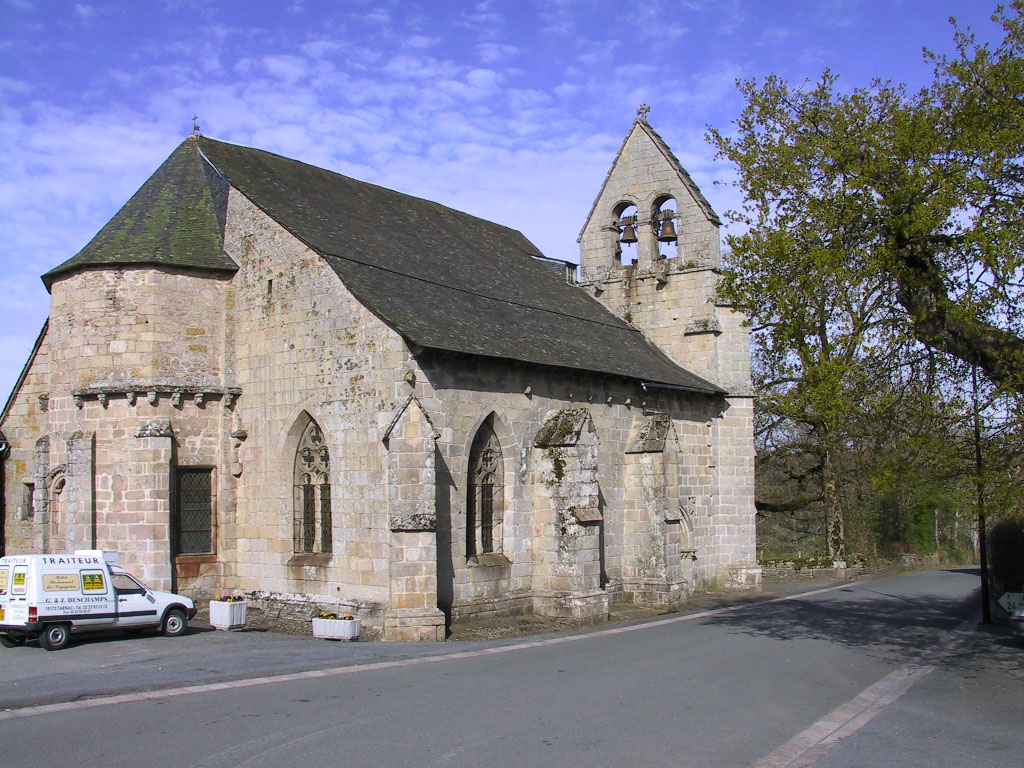
Церковь Сен-Жорж
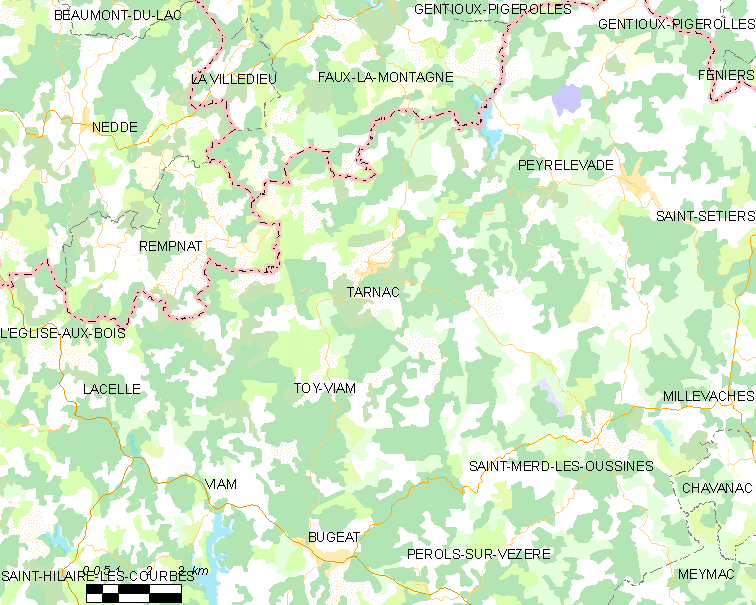
Карта коммуны